# Tiporus
Tiporus es un género de coleópteros adéfagos  perteneciente a la familia Dytiscidae. 

## Especies seleccionadas
- Tiporus alastairi	(Watts 1978)
- Tiporus centralis	(Watts 1978)
- Tiporus collaris	(Hope 1842)
- Tiporus denticulatus	(Watts 1978)
- Tiporus emmae	Hendrich 2008
- Tiporus georginae	Watts 2000
- Tiporus giuliani	(Watts 1978)
- Tiporus josepheni	(Watts 1978)
- Tiporus lachlani	Watts 2000
- Tiporus moriartyensis	Watts 2000
- Tiporus tambreyi	(Watts 1978)
- Tiporus undecimmaculatus	(Clark 1862)